# 利沙
利沙（Lixa），葡萄牙波尔图区的一个城市，隶属费尔盖拉什市镇。总面积20 km²，总人口8926（2011年）。
利沙于1995年升格为市。